# Villeneuve (Ain)
Villeneuve è un comune francese di 1 390 abitanti situato nel dipartimento dell'Ain nella regione dell'Alvernia-Rodano-Alpi.

## Società

### Evoluzione demografica
Abitanti censiti